# الساندرو گازی
الساندرو گازی (انگلیسی: Alessandro Gazzi؛ زادهٔ ۲۸ ژانویهٔ ۱۹۸۳) بازیکن فوتبال اهل ایتالیا است.
از باشگاه‌هایی که در آن بازی کرده‌است می‌توان به باشگاه فوتبال رجینا، باشگاه ورزشی لاتزیو، باشگاه فوتبال آلساندریا، باشگاه فوتبال تورینو، باشگاه فوتبال باری، باشگاه فوتبال روبور سیه‌نا، و باشگاه فوتبال پالرمو اشاره کرد.
وی همچنین در تیم ملی فوتبال زیر ۲۰ سال ایتالیا بازی کرده‌است.